# Brambling
Brambling, född 13 maj 2017 i Halmstad i Hallands län, är en svensk varmblodig travhäst. Han tränas av Daniel Redén och körs oftast av Örjan Kihlström.
Brambling började tävla i maj 2020 och tog sin första seger i första starten. Han har till september 2021 sprungit in 5,2 miljoner kronor på 14 starter varav 8 segrar, 1 andraplats och 1 tredjeplats. Han har tagit karriärens hittills största seger i Svenskt Trav-Kriterium (2020). Han kom även på fjärdeplats i Svenskt Travderby (2021).
Den 26 september 2020 segrade Brambling i Svenskt Trav-Kriterium. Han kördes i ledningen och kontrade till seger före San Moteur.